# Poljana (Preko)

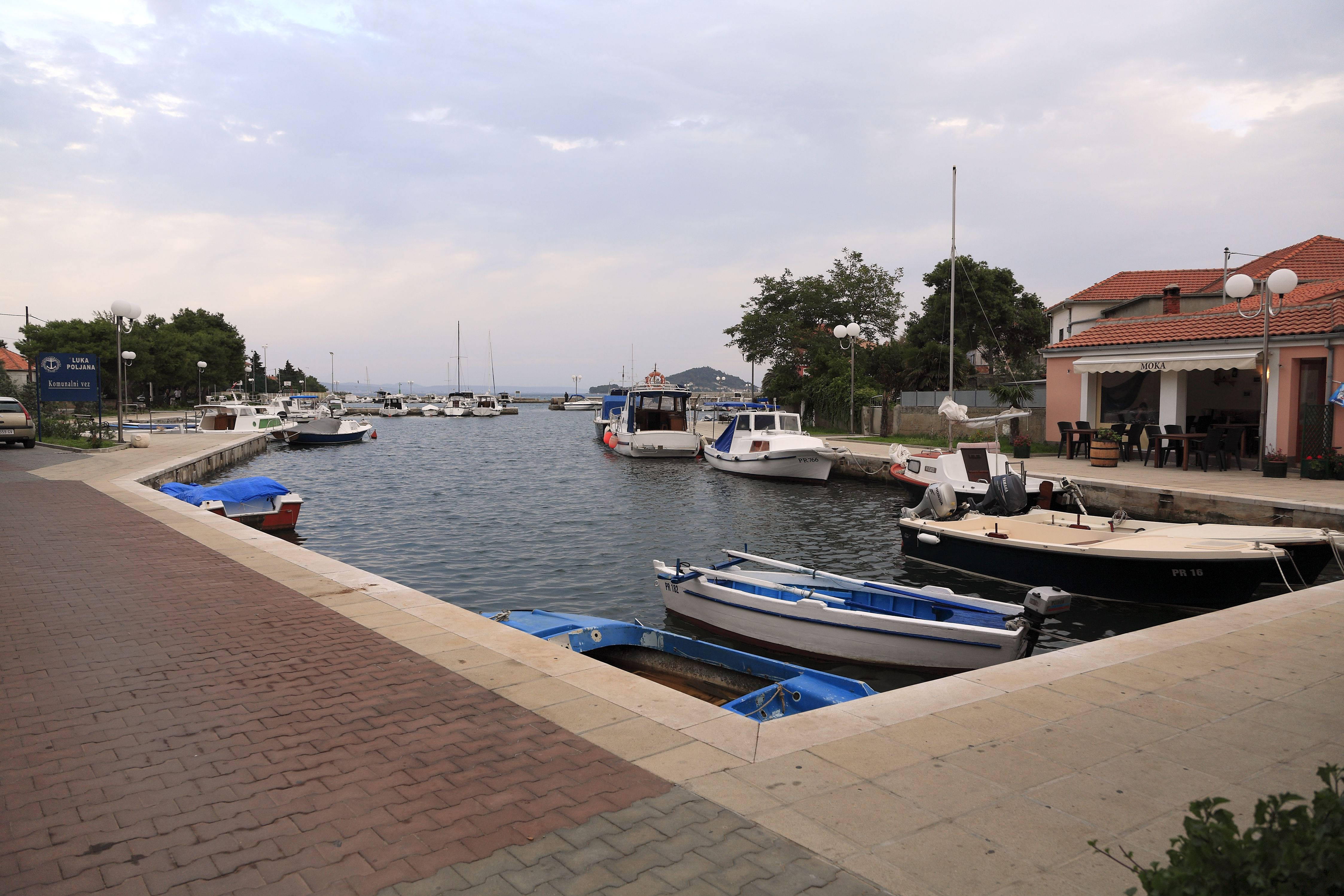
Baie et port de Poljana

Poljana est un village de la municipalité de Preko (Comitat de Zadar) en Croatie. Au recensement de 2011, le village comptait 294 habitants.